# Kościół Boży w Chrystusie Zbór „Dom Boży” w Warszawie

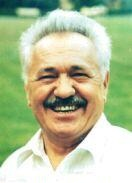
Bolesław Dawidow pierwszy pastor Zboru i prezbiter KBwCh

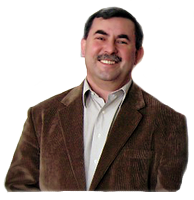
Andrzej Nędzusiak, poprzedni pastor „Zboru Dom Boży” i obecny prezbiter KBwCh

Zbór „Dom Boży” w Warszawie – jest częścią Kościoła Bożego w Chrystusie. Pastorem kościoła jest Rafał Zabłocki.

## Historia
„Dom Boży” jest zborem macierzystym Kościoła Bożego w Chrystusie. Jego początków szukać należy w ruchu przebudzeniowym dziejącym się na kresach wschodnich przedwojennej Polski. Założyciel zboru jest, pochodzący z Pińska, Bolesław Dawidow. Pierwsze nabożeństwa zaczęły się odbywać w grudniu 1963 roku.
Ze względu na ówczesne uwarunkowania polityczne i ustrojowe prowadzona działalność uznawana była za nielegalną, a pastor B. Dawidow i jego rodzina byli inwigilowani i prześladowani przez peerelowskie służby bezpieczeństwa. Miały miejsce rewizje, zamykanie i pieczętowanie części pomieszczeń w mieszkaniu używanym na spotkania, aresztowanie (na trzy miesiące, ale wyrok skrócony został do 40 dni) i wiele temu podobnych działań. Nie bacząc na przeszkody zbór rozwijał się i wzrastał. W mieszkaniu pastora Dawidowa spotykała się coraz większa grupa chrześcijan.
Od 1984 roku spotkania odbywały się w dzielnicy Warszawy – Włochy. Uczestniczyli w nich nie tylko Warszawiacy, ale goście z Gołdapi, Olecka, Kowali Oleckich, Białowieży, Hajnówki, Żyrardowa. Dziś działają tam samodzielne zbory Kościoła Bożego w Chrystusie.
W tym czasie wydarzyła się jeszcze jedna bardzo ważna rzecz – po latach oczekiwania w dniu 27 lutego 1988 roku nastąpiła rejestracja kościoła. Po rejestracji przyłączyło się kilka zborów, które dotąd były niezarejestrowane.
Od 1988 roku miejsce spotkań znajdowało się w centrum Warszawy w sali Domu Kultury przy ulicy Senatorskiej. Od grudnia 1989 w zakupionym budynku przy ulicy Ząbkowskiej. Po pewnym czasie kościół odprawiał dwa nabożeństwa niedzielne. Ten fakt doprowadził do wynajęcia większej sali w Domu Kultury na ulicy Próchnika.
W 1997 roku pastorem Zboru został Andrzej Nędzusiak i funkcję tę pełnił do roku 2016.
W latach 1997–1998 nabożeństwa odbywały się w Społecznym Domu Kultury na Żoliborzu, potem w latach 1998-2000 - w Szkole Podstawowej nr. 166 na ulicy Żytniej, w latach 2000-2010 w Ośrodku Kultury im. Stefana Żeromskiego w Dzielnicy Wola przy ul. Obozowej 85, w latach 2010-2018 przy ul. Kłopotowskiego 11 na Pradze Północ, a w latach 2018-2019 w dzielnicy Mokotów przy ulicy Bacha 2.
W styczniu 2016 roku pastorem Zboru został Rafał Zabłocki.
Obecnie kościół spotyka się na Pradze Północ przy ul. Białostockiej 22

## Działalność
Zbór „Dom Boży” przeprowadzał działania o charakterze ewangelizacyjnym: spotkania, happeningi, marsze np. marsz zorganizowany w 1992 r. pod hasłem „Marsz dla Jezusa”. Przedstawienia: „Miłosierny Samarytanin” i „Zagubione przypowieści”, koncerty ewangelizacyjne, spotkania biznesowe.
24 sierpnia 1999 roku przy kościele została utworzona „Chrześcijańska Misja Pomocy Dzieciom”, stanowisko dyrektora pełni Krzysztof Muszyński. Jej działalność koncentruje się na organizowaniu letnich i zimowych obozów, wyjazdów weekendowych, czy pikników dla dzieci i młodzieży.
Od 2014 roku kościół jest zaangażowany w pracę wolontariacką z dziećmi z domu dziecka w Kowalewie.